# Julia Lier
Julia Lier (Ludwigsfelde, 11 november 1991) is een Duits roeister. Lier werd in 2014 wereldkampioen in de dubbel-vier en een jaar later won Lier de bronzen medaille in de dubbel-twee. Tijdens de Olympische Zomerspelen van 2016 won Lier de gouden medaille in de dubbel-vier door Nederland voor te blijven.

## Resultaten
- Wereldkampioenschappen roeien 2013 in Chungju 5e in de dubbel-twee
- Wereldkampioenschappen roeien 2014 in Amsterdam  in de dubbel-vier
- Wereldkampioenschappen roeien 2015 in Aiguebelette-le-Lac  in de dubbel-twee
- Olympische Zomerspelen 2016 in Rio de Janeiro  in de dubbel-vier

1988: Kerstin Förster & Kristina Mundt & Beate Schramm & Jana Sorgers ·
1992: Sybille Schmidt  &  Birgit Peter  & Kerstin Müller & Kristina Mundt·
1996: Katrin Rutschow & Jana Sorgers & Kerstin Köppen & Kathrin Boron·
2000: Manja Kowalski & Meike Evers & Manuela Lutze  & Kerstin Kowalski ·
2004: Kathrin Boron & Meike Evers & Manuela Lutze & Kerstin Kowalski ·
2008: Tang Bin & Xi Aihua & Jin Ziwei & Zhang Yangyang ·
2012: Kateryna Tarasenko & Natalija Dovhodko & Anastasija Kozjenkova & Jana Dementjeva·
2016: Annekatrin Thiele, Carina Bär, Julia Lier, Lisa Schmidla ·
2020: Chen Yunxia & Zhang Ling & Lü Yang & Cui Xiaotong ·
2024: Lauren Henry & Hannah Scott & Lola Anderson & Georgina Brayshaw